# باول جاكسون
باول جاكسون (بالإنجليزية: Paul Jackson)‏ (1 نوفمبر 1961 في أستراليا - ) هو لاعب كريكت أسترالي. لعب مع فريق فكتوريا للكريكت وفريق كوينسلاند للكريكت ‏.

## وصلات خارجية
- باول جاكسون على موقع إي آس بي آن كريك إنفو (الإنجليزية)